# バビロニア数学

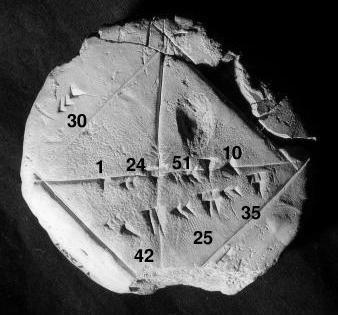
バビロニアの粘土板 YBC 7289
2の平方根の近似値は六十進法で4桁、十進法では約6桁に相当する。1 + 24/60 + 51/60^{2} + 10/60^{3} = 1.41421296... 。(Image by Bill Casselman)

バビロニア数学（バビロニアすうがく、Babylonian mathematics）とは、古代メソポタミアのシュメールからバビロニアを中心とした数学全般を指す。

## 背景

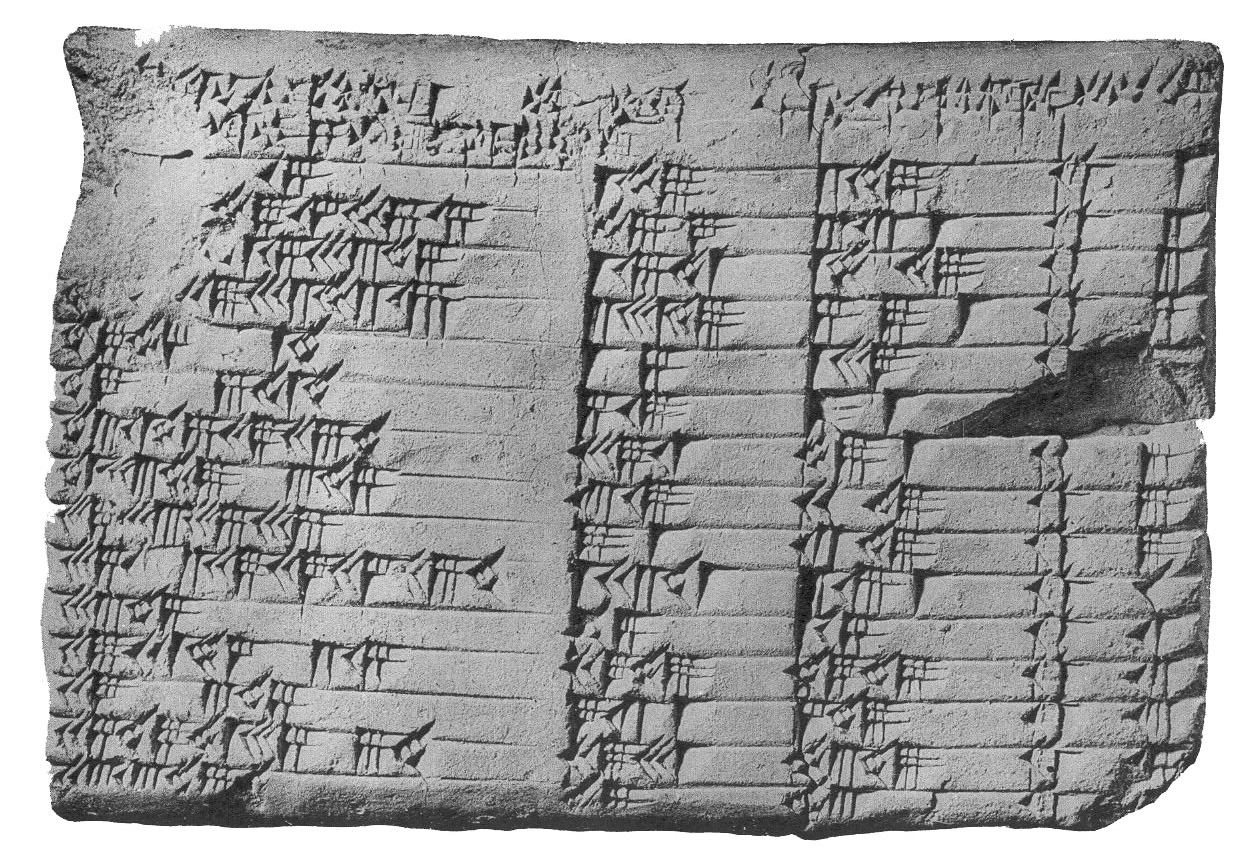
プリンプトン322

メソポタミア地域は、シュメール人によって都市国家が建設されたのち、アッカドの時代をへて紀元前1900年から1600年頃のアムル人によるバビロン第1王朝が首都バビロンを中心に繁栄した。その後、ヒッタイトやアッシリアの時代をへて、新バビロニアが再びバビロンを首都とする。数学や天文学の研究が最も活発になったのは、バビロン第1王朝の時代だった。
紀元前2600年から紀元前2000年のシュメール時代から60進法が使われた記録があり、バビロニアに引き継がれたとされる。シュルッパクで出土した紀元前26世紀のシュメール時代の粘土板には、バビロニアと同じ60進法の位取りが見られる。

### 粘土板
現在までに楔形文字を記録した粘土板が多数発掘されており、その中で数学に関するものは400枚ほどある。最古の粘土板は紀元前3000年頃のシュメール時代のもので、度量衡などに関する記録がある。シュメール時代から紀元前2000年頃までの期間は、数学に関する記録は少ない。バビロン第1王朝時代に、数学の資料が最も多く残された。現存する重要な資料として、以下のものがある。
- プリンプトン322：紀元前1800年頃の粘土板。コロンビア大学所蔵[5]。
- YBC 7289：バビロン第1王朝時代の粘土板。2の平方根の近似が六十進法によって4桁の精度で与えられている。イエール大学所蔵[4]。

## 記数法

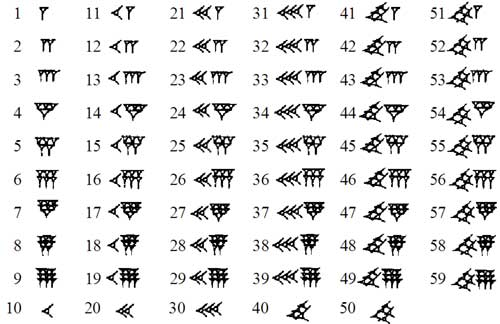
バビロニア数字

六十進法による位取り記数法を作りあげ、バビロニア数学の発展の基になった。紀元前3000年頃のシュメール時代の記数法には系統的な六十進法はなかったが、紀元前2000年頃に「一」と「十」を表す記号によって六十進記数法が用いられるようになった。これにより、星の運行計算などを行う天文学の分野が発展したほか、分数の簡潔な表現も可能とし、小数の概念も存在した。空位となる場所に桁を保持するための記号は、セレウコス朝時代の前から見られるが、「零」を表すことはなかった。

## 算術

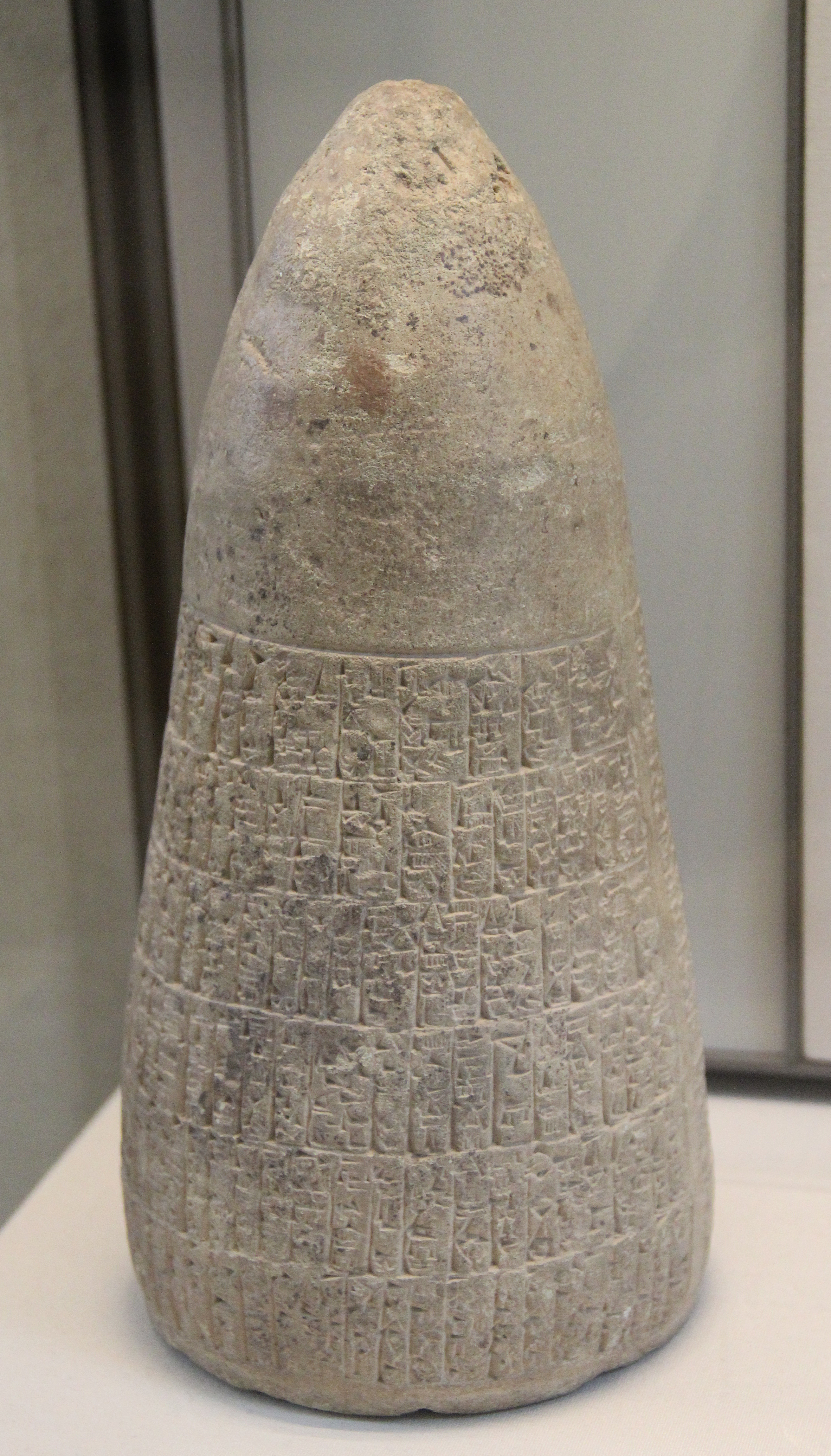
ラガシュの王エンメテナの回顧碑文。世界最古の複利計算の記録があるとされる。

基数が60で位取り方式があったため計算が容易になり、特に分数計算が簡便となった。計算を簡潔にするために、逆数、平方、立方、乗法などを数表にした。乗算表には、2から20、そして30、40、50の掛け算が載っていた。逆数表には、81までの整数では2、3、5の倍数のみ掲載することが多く、60の因数ではない素数（7、11等）の逆数は除外された。表をよく用いた点では、エジプト数学とも共通点がある。また、紀元前2700年から2300年以降には、計算にアバカスが用いられた記録がある。
算術を使った記録としては、遺産相続、家畜の管理、土地の面積、度量衡などがある。また、紀元前25世紀頃のラガシュの王であるエンメテナの回顧碑文には、世界最古の複利計算の記録がある。
ただし、切頭体の体積の算出方法が間違っている（モスクワ数学パピルスの第14問題の方が正確である）など、エジプト数学には及ばない点もある。

## 代数学
言語を用いる修辞的な代数により、1次方程式、2次方程式、連立方程式までを解いた。未知を表すために幾何学的な用語を活用し、現代の「x」にあたる語を「辺」、未知量の平方を「正方形」、二つの未知数を用いる時には「長さ」と「幅」で積は「面積」と呼んだ。3変数では「長さ」、「幅」、「高さ」となり積は「体積」と呼んだ。

## 幾何学
バビロン第1王朝時代の粘土板には、現在で言うところのピタゴラスの定理を研究した記録がある。スーサで発見された粘土板には、ピタゴラスの定理を用いた最も古い例が見られる。また、イラクのテル・ハーマルで発見された紀元前2000年ほど前の粘土板からは、のちにエウクレイデスが触れた相似三角形について理解していたことがわかる。
また、円の面積を内接する正12角形と外接する正12角形とで近似した。

## バビロニア数学の影響
バビロニア数学は、エウクレイデスなどのギリシア数学に影響を与えたという説がある。影響を認める側の論拠は、バビロニアの2次方程式とユークリッド原論第2巻が似ているという点にある。影響を認めない側では、ユークリッド原論第2巻の内容は幾何であり、バビロニア数学のような代数とは関係がないとしている。
セレウコス朝以降は、バビロニアはギリシアの影響を受けたヘレニズムの文化と交流が進み、さらに後世のメソポタミアではイスラーム帝国によるアラビア数学が活発となった。また、六十進法は天文学において用いられたことから、後世の時間や角度の単位に影響を与えた。